# Ciarán Teehan
Ciarán Teehan (* 15. März 1999 in Cork) ist ein irischer Dartspieler.

## Karriere
Ciarán Teehan spielt seit 2015 regelmäßig Turniere auf der PDC Development Tour teil. 2019 trat er bei der PDC Qualifying School an, konnte sich allerdings keine Tourkarte erspielen. Auf der PDC Development Tour 2019 erreichte er zwei Mal ein Halbfinale unterlag dort jedoch beide Male Ted Evetts. Auf der PDC Challenge Tour konnte er gleich sein erstes Turnier gewinnen. Auch am Tag danach erreichte er das Finale, unterlag doch jedoch Mark Barilli.  Bei seiner ersten Teilnahme am World Masters 2019 erreichte der Ire direkt das Viertelfinale. Über die Rangliste der Development Tour sicherte er sich eine Tourkarte für die nächsten zwei Jahre und qualifizierte sich für die PDC World Darts Championship 2020. Bei seinem Weltmeisterschaftsdebüt schlug er in der ersten Runde den favorisierten Ross Smith 3:0, schied jedoch in der zweiten Runde gegen Mervyn King mit 2:3 aus. Weniger erfolgreich verlief seine erste Teilnahme an der PDC World Youth Championship 2019, wo er in der Gruppenphase ausschied. Bei den UK Open 2020 war bereits in Runde eins Peter Jacques Schluss für Teehan.
Zum Ende des Jahres drohte Teehan, die erneute WM-Qualifikation zu verpassen. Er rettete sich jedoch durch den PDPA Qualifier und durfte somit doch noch bei der PDC World Darts Championship 2021 starten. In Runde eins gegen Wayne Jones spielte sich Teehan bis in den letzten Satz, welchen er jedoch ohne Leggewinn verlor und damit ausschied.
Bei den UK Open 2021 gewann Teehan zunächst gegen Danny Baggish, bevor er erneut gegen Peter Jacques ausschied.
Sein Jahr auf der PDC Pro Tour 2021 verlief für Teehan eher unzufriedenstellend. Ihm gelang keine weitere Major-Qualifikation. Lediglich bei der PDC World Youth Championship durfte Teehan als Tour Card-Holder an den Start gehen. Er überstand hierbei die Gruppenphase und traf daraufhin auf Keane Barry, gegen den er mit 1:5 verlor. Damit verpasste er auch die WM-Qualifikation, welche ihm auch beim PDPA Qualifier nicht gelang, und er verlor zum Ende des Jahres seine Tourkarte.
Bei der PDC Qualifying School 2022 war Teehan in der Final Stage gesetzt. Er konnte sich seine Karte jedoch nicht zurückerspielen. Daraufhin nahm Teehan an der PDC Development Tour teil, die er auf Platz 21 der Order of Merit beendete.
Im Januar 2023 nahm Teehan erneut an der Q-School teil, scheiterte jedoch an der Qualifikation für die Final Stage. Ende September nahm Teehan für Irland am WDF World Cup 2023 teil. Er konnte im Einzel zwar kein Spiel gewinnen, kam jedoch im Doppel zusammen mit David Concannon unter die letzten 32. Im Teamwettbewerb schaffte es Irland sogar ins Achtelfinale, wo man mit 8:9 knapp gegen Schweden unterlag.
Bei der Q-School 2024 war Teehan erneut vertreten. Er gewann dabei aber lediglich ein Spiel und schied somit in der First Stage aus. Daraufhin nahm Teehan im März beim Isle of Man Masters teil und spielte sich ins Halbfinale, welches er mit 2:4 gegen Neil Duff verlor. Außerdem nahm er bei den Turnieren der PDC Challenge Tour teil und erreichte dabei ein Achtelfinale, was jedoch insgesamt nur für Rang 78 in der dazugehörigen Order of Merit reichte.
Bei der Q-School 2025 trat Teehan somit wieder in der First Stage an. Er gewann dabei ein Spiel und holte einen Punkt für die Rangliste, womit er die Finale Stage erneut klar verfehlte.

## Weltmeisterschaftsresultate

### PDC-Jugend
- 2019: Gruppenphase (1:5-Niederlage gegen  Henrik Snijder und 5:3-Sieg gegen  Jacob Womack)
- 2021: Achtelfinale (1:5-Niederlage gegen  Keane Barry)
- 2022: 1. Runde (5:6-Niederlage gegen  Callan Rydz)
- 2023: Gruppenphase (5:2-Sieg gegen  Brayden Hall und 3:5-Niederlage gegen  Anton Östlund)

### PDC
- 2020: 2. Runde (2:3-Niederlage gegen  Mervyn King)
- 2021: 1. Runde (2:3-Niederlage gegen  Wayne Jones)

## Titel

### PDC
- Secondary Tour Events
  - PDC Challenge Tour
    - PDC Challenge Tour 2019: 17

  - PDC Development Tour
    - PDC Development Tour 2023: 9